# Colletes americanus
Colletes americanus är en solitär biart som beskrevs av Cresson 1868. Den ingår i släktet sidenbin och familjen korttungebin. Inga underarter finns listade i Catalogue of Life.

## Utseende
Pälsen på hjässa och mellankropp är brungul, ljusare nedtill (hos hanen nästan vit), medan vingarna är genomskinliga med brunaktiga ribbor. Bakkroppen är svart med beige hårband längs tergiternas (ovansidans segment) bakkanter. Könsskinaderna är förhållandevis stora, med honan tydligt större än hanen med en medellängd av 11 mm mot hanens 9 mm. Pälsen på undersidan av hanens mellankropp är ljusare än honans, nästan vit. Dessutom är hanens behåring på huvudets framsida tätare, och skymmer nästan ansiktet.

## Ekologi
Arten flyger från augusti till november, även om hanar har påträffats så tidigt som maj i den södra delen av utbredningsområdet. Arten är polylektisk, den besöker många olika växter som sumakväxter (sumaksläktet), flockblommiga växter (vild morot), 
korgblommiga växter (röllika, Isocoma, astersläktet, gullrissläktet, kvastgullrissläktet, grindelior, Pityopsis, Pluchea och höstastersläktet), ljungväxter (ljung), kransblommiga växter (strandklor), triftväxter (rispar) samt slideväxter (trampörter).

## Utbredning
Utbredningsområdet omfattar främst östra Nordamerika från Quebec, Prince Edward Island och södra Ontario i Kanada och Maine i USA söderut till Florida. Västerut når det till södra Manitoba i Kanada, South Dakota och Kansas i USA.